# Jazz Band (Dirty Style Blues)
Jazz Band (Dirty Style Blues) est un tableau réalisé par Jean Dubuffet en décembre 1944. Cette huile sur toile représente un orchestre de jazz. Elle est conservée au musée national d'Art moderne, à Paris.